# Noturus albater
Noturus albater es una especie de peces de la familia Ictaluridae en el orden de los Siluriformes.

## Morfología
• Los machos pueden llegar alcanzar los 12 cm de longitud total.

## Distribución geográfica
Se encuentran en Norteamérica: Misuri y Arkansas (Estados Unidos).